# 仁安街港務局宿舍
仁安街港務局宿舍，又名港務局司機員工宿舍，是位於基隆市中山區的宿舍建築，2019年登錄為基隆市歷史建築。

## 歷史
此棟建築於民國38年（1949年）完工，原屋主謝金樹從事漁業，因其子在外工作，財務狀況不佳，向基隆港務局借款，民國56年 (1967年) 6月，以此住宅抵押轉賣為國有財產，後做為港務局司機員工宿舍所用，至今已荒廢。
2019年9月16日，仁安街港務局宿舍被基隆市政府列為歷史建築，2020年起則因建築劣化因素，設置緊急設置鋼棚架防護工程。 

## 設計
仁安街港務局宿舍為獨棟磚造的二層建築，座落於仙洞聚落山坡地地區，結構則是以木構造、石磚、鋼筋混凝土混合而成，在外觀上則設計簷廊柱、露臺外牆，其中謝金樹則加入以自身姓名為題的泥塑石雕「金花玉樹」作為房屋牌樓的門面裝飾。